# Autjejaure
Autjejaure är en sjö i Storumans kommun i Lappland och ingår i Umeälvens huvudavrinningsområde. Sjön har en area på 2,39 kvadratkilometer och ligger 762 meter över havet. Sjön avvattnas av vattendraget Jovattsån (Autjejukke).

## Delavrinningsområde
Autjejaure ingår i det delavrinningsområde (728685-145113) som SMHI kallar för Utloppet av Autjejaure. Medelhöjden är 861 meter över havet och ytan är 22,24 kvadratkilometer. Det finns ett avrinningsområde uppströms, och räknas det in blir den ackumulerade arean 36,86 kvadratkilometer. Jovattsån (Autjejukke) som avvattnar avrinningsområdet har biflödesordning 2, vilket innebär att vattnet flödar genom totalt 2 vattendrag innan det når havet efter 416 kilometer. Avrinningsområdet består mestadels av kalfjäll (88 procent). Avrinningsområdet har 2,6 kvadratkilometer vattenytor vilket ger det en sjöprocent på 11,7 procent.